# Muzyka chóralna

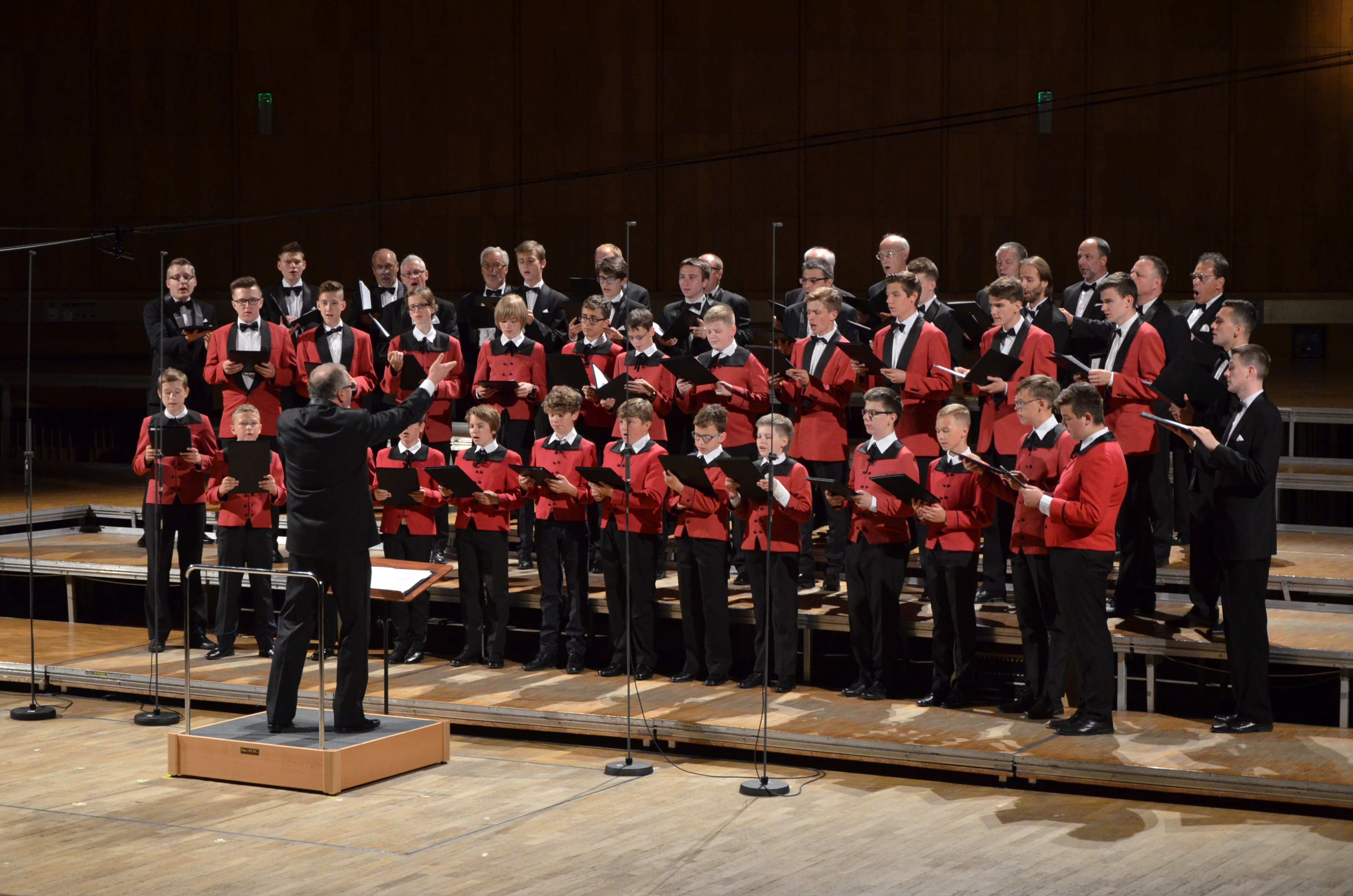
Chór Poznańskie Słowiki w 2016

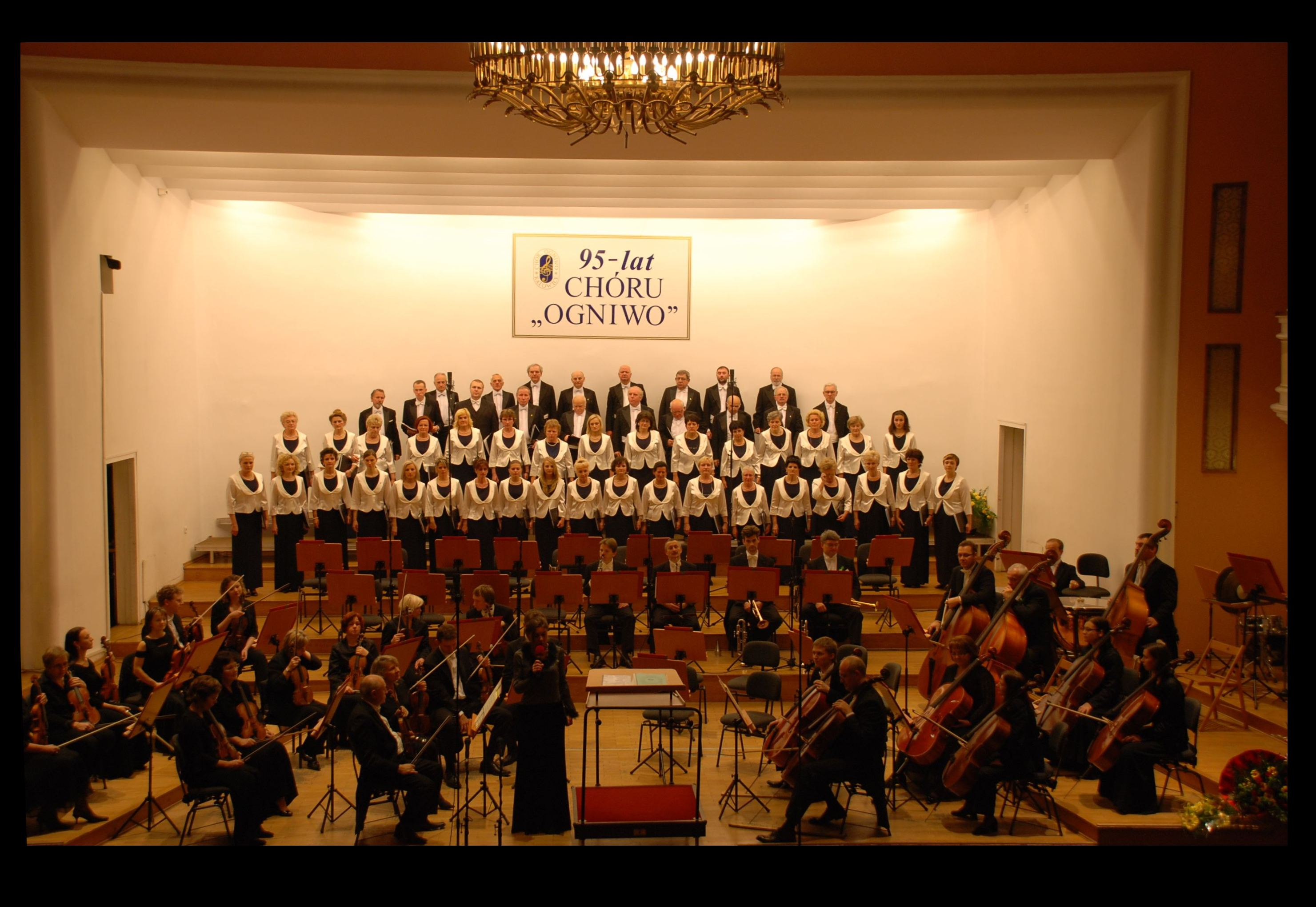
Chór Mieszany „Ogniwo” w 2008

Muzyka chóralna – forma muzyki wokalnej, w której wykonawcy śpiewają w chórach.

## Charakterystyka
Muzyka chóralna jest pisana i wykonywana przez chór, czyli zespół śpiewaków, gdzie każda partia, taka jak sopran, alt, tenor czy bas, jest śpiewana przez co najmniej dwie osoby. Charakterystyczną cechą muzyki chóralnej jest polifonia, czyli współistnienie kilku niezależnych linii melodycznych, co nadaje jej bogatą teksturę. Może być wykonywana a cappella, czyli bez akompaniamentu, lub z towarzyszeniem instrumentów, takich jak organy, fortepian czy orkiestra, co pozwala na różnorodne aranżacje. Rozmiar chóru może się znacznie różnić – od małych zespołów kameralnych, liczących kilkanaście osób, po duże grupy, jak w przypadku wykonania dzieł takich jak „Symfonia tysiąca” Gustava Mahlera, gdzie bierze udział nawet tysiąc wykonawców. Kluczową rolę w wykonaniu odgrywa dyrygent, który za pomocą gestów rąk, twarzy i ciała kieruje chórem, ustalając tempo, dynamikę i ekspresję, co jest niezbędne do osiągnięcia spójnego brzmienia. Muzyka chóralna obejmuje różne style i formy, takie jak motety, kantaty, oratoria, msze czy hymny, co świadczy o jej wszechstronności i adaptacyjności do różnych kontekstów, zarówno sakralnych, jak i świeckich. Jej długa historia, szczególnie w muzyce kościelnej, czyni ją jednym z najważniejszych gatunków w zachodniej tradycji muzycznej, z korzeniami sięgającymi starożytności.

## Historia
Historia muzyki chóralnej sięga korzeniami starożytnych cywilizacji, gdzie śpiew grupowy był powszechną praktyką. Najwcześniejsze formy w Europie występowały w starożytnej Grecji, gdzie chóry odgrywały centralną rolę w ceremoniach religijnych i przedstawieniach teatralnych, na przykład w chórach komentujących akcję w dramatach. W średniowieczu muzyka chóralna była głównie sakralna, z dominacją chorałów gregoriańskich, śpiewanych unisono przez schole podczas liturgii w kościołach, co miało na celu stworzenie jednolitego, harmonijnego brzmienia, będącego fundamentem współczesnego śpiewu chóralnego. Z czasem, wraz z rozwojem kompozycji muzycznej, pojawiła się polifonia, umożliwiając współistnienie wielu niezależnych linii melodycznych, co wzbogaciło teksturę i ekspresję muzyki chóralnej. W okresie renesansu muzyka chóralna osiągnęła wysoki poziom rozwoju, z bardziej złożonymi stylami polifonicznymi, a ze względu na zakaz śpiewu kobiet w kościele, kompozytorzy wykorzystywali głosy chłopięce do partii sopranowych, co dodawało nowego wymiaru brzmienia. Reformacja w XVI wieku przyniosła znaczące zmiany w muzyce sakralnej, szczególnie w kościołach protestanckich, gdzie konieczność adaptacji doprowadziła do większego zaangażowania wiernych w śpiew, co wpłynęło na rozwój muzyki chóralnej w różnych kontekstach religijnych. W XVII wieku zaczęła się wyodrębniać tradycja świecka, co było ważnym krokiem w poszerzaniu repertuaru poza sferę religijną, obejmując muzykę dramatyczną i świeckie utwory chóralne. Muzyka chóralna dostosowywała się do zmian społecznych i kulturowych, stając się wszechstronnym medium wyrazu artystycznego.

## Ważne dzieła muzyki chóralnej
W tabeli wymieniono selektywnie wybrane utwory, które w jakiś sposób wyznaczały ważne etapy w rozwoju muzyki chóralnej od średniowiecza po czasy współczesne.
| Data     | Utwór                      | Kompozytor                       | Kraj pochodzenia  | Rola |
| -------- | -------------------------- | -------------------------------- | ----------------- | --- |
| ok. 1365 | Msza Notre Dame            | Guillaume de Machaut             | Francja           | jeden z najwcześniejszych przykładów kompletnej mszy polifonicznej                                                       |
| 1562     | Missa Papae Marcelli       | Giovanni Pierluigi da Palestrina | Państwo Kościelne | archetyp polifonii renesansowej, owoc reformy soboru trydenckiego                                                        |
| ok. 1570 | Spem in alium              | Thomas Tallis                    | Anglia            | motet renesansowy |
| ok. 1592 | Msza na cztery głosy       | William Byrd                     | Anglia            | msza napisana z przeznaczeniem do liturgii anglikańskiej                                                                 |
| 1610     | Vespro della Beata Vergine | Claudio Monteverdi               | Republika Wenecka | rozwój muzyki sakralnej z towarzyszeniem orkiestry                                                                       |
| 1727     | Pasja według św. Mateusza  | Johann Sebastian Bach            | Niemcy            | pasja kantatowo-oratoryjna                                                                                               |
| 1741     | Mesjasz                    | Georg Friedrich Händel           | Anglia            | rozwój oratoriów |
| 1749     | Wielka msza h-moll         | Johann Sebastian Bach            | Niemcy            | kompilacja wcześniejszych utworów, dążenie do stworzenia dzieła idealnego                                                |
| 1783     | Wielka msza c-moll         | Wolfgang Amadeus Mozart          | Austria           | |
| 1798     | Stworzenie świata          | Joseph Haydn                     | Austria           | dalsza ewolucja oratorium                                                                                                |
| 1823     | Missa Solemnis             | Ludwig van Beethoven             | Niemcy            | rozwój formy |
| 1837     | Grande Messe des morts     | Hector Berlioz                   | Francja           | nacisk na ekspresję emocjonalną                                                                                          |
| 1846     | Eliasz                     | Felix Mendelssohn-Bartholdy      | Niemcy            | rozwój formy |
| 1868     | Niemieckie Requiem         | Johannes Brahms                  | Niemcy            | rozwój formy |
| 1873     | Requiem                    | Giuseppe Verdi                   | Włochy            | połączenie elementów operowych z liturgicznymi                                                                           |
| 1893     | Requiem                    | Gabriel Fauré                    | Francja           | [ 17 ] |
| 1926     | Stabat Mater               | Karol Szymanowski                | Polska            | połączenie muzyki ludowej z nowoczesnymi harmoniami                                                                      |
| 1930     | Symfonia psalmów           | Igor Strawinski                  | Francja           | połączenie elementów neoklasycznych z refleksją nad współczesnymi tematami                                               |
| 1937     | Carmina Burana             | Carl Orff                        | Niemcy            | [ 20 ] |
| 1959     | Gloria                     | Francis Poulenc                  | Francja           | [ 21 ] |
| 1962     | Requiem wojenne            | Benjamin Britten                 | Anglia            | [ 22 ] |
| 1966     | Pasja według św. Łukasza   | Krzysztof Penderecki             | Polska            | znane ze swojej potężnej ekspresji i innowacyjnego użycia chóru, połączenie technik awangardowych z formami tradycyjnymi |
| 1987     | Totus Tuus                 | Henryk Górecki                   | Polska            | utwór a cappella, oparty na homofonii                                                                                    |